# Александер Херман фон Вартенслебен
Леополд Александер Херман фон Вартенслебен (на немски: Leopold Alexander Hermann von Wartensleben; * 16 декември 1650 в Липшпринге; † 25 януари 1734 в Берлин) е от 1703 г. граф от стария пруски благороднически род фон Вартенслебен и фелдмаршал.
Той е син на Херман Ханс фон Вартенслебен (1616 – 1684) и съпругата му Маргарета Елизабет фон Хакстхаузен (1630 – 1695), дъщеря на Елмерхауз фон Хакстхаузен († 1652) и Катарина фон Вестфален цу Фюрстенберг († ок. 1630). Резиденцията на фамилията е в Екстен, част от Ринтелн.
Вартенслебен става на 13 години паж в двора на Ландграфството Касел, където е възпитаван заедно с принца на Хесен. През 1666 г. той влиза във френската войска до 1667 г. и се мести в Елзаския регимент на пфалцграф Кристиан II фон Пфалц-Цвайбрюкен-Биркенфелд и става водач на знаменосците в похода в Нидерландия, често е ранен, през 1668 г. става лейтенант. През 1673 г. той напуска френската служба, става конен доброволец в Курфюрство Бранденбург и се бие на Горен Рейн.
През юни 1691 г. той отива на служба при херцог Фридрих I фон Саксония-Гота-Алтенбург и става главен командир на саксонските херцози. На 27 декември 1691 г. император Леополд I го повишава на фелд-маршал-лейтенант.
На 18 август 1702 г. с разрешение на императора той отива на служба при пруския крал Фридрих I, който го прави генерал-фелд-маршал и таен военен съветник и на 19 август губернатор на Берлин. Тази позиция той запазва до смъртта си през 1734 г. Той е член на т. нар. „Три-графа-кабинет“.
Александер Херман фон Вартенслебен е издигнат от пруския крал на граф през 1703 г.
Александер Херман фон Вартенслебен умира на 83 години на 25 януари 1734 г. в Берлин. Получава държавно погребение в Гарнизонската църва.
Родът фон Вартенслебен съществува и днес в територията на архиепископство Магдебург.

## Фамилия
Александер Херман фон Вартенслебен се жени на 12 март 1676 г. в Брунсупе за София Доротея фон Май (* 1655, Брьомерхоф; † 10 декември 1684, Касел), дъщеря на Петер Адолф фон Май († 1663) и Катарина Ермгард Адриана фон Мюнххаузен (1635 – 1710). Те имат пет деца, между тях:
- Карл Софрониус Филип фон Вартенслебен (* 21 септември 1680, Касел; † 7 октомври 1751, Кастеел Дорт, Девентер), граф на Вартенслебен и Флодроф, полски министър, женен на 19 март 1706 г. в	Катендийке за графиня Йохана Маргарета Хуисен ван Катендий фон Флодроф (* 12 юли 1691, Миделбург; † 3 май 1724, Дорт до Девентер)
- Мария Вилхелмина Шарлота фон Вартенслебен (* 1 януари 1683, Касел; † 28 ноември 1742, Ансбах), главна дворцова дама на маркграфиня Вилхелмина Пруска, омъжена на 3 ноември 1704 г. в Берлин за граф Йохан Бертрам Арнолд фон Гронсфелд-Дипенбройк и Импел (* 4 ноември 1657, Импел; † 8 януари 1720, Импел)
- Доротее София фон Вартенслебен (* 13 ноември 1684, Касел; † 5 ноември 1707, Брюксел), омъжена на 29 април 1703 г. в Берлин за граф Ханс Хайнрих Кате (* 16 октомври 1681, Вуст; † 31 май 1741, Рекзан при Бранденбург), пруски генерал-фелдмаршал

Александер Херман фон Вартенслебен се жени втори път 1693 г. за Анна София фон Тресков (* 12 ноември 1670, Лобеда; † 2 януари 1735, Берлин), дъщеря на Випрехт Йоахим фон Тресков (1641 – 1691) и Анна София фон Тойтлебен (1643 – 1683). Те имат 11 деца, между тях:
- Херман фон Вартенслебен (* 25 юли 1700, Гота; † 20 октомври 1761, Берлин), граф, домхер в Магдебург, пруски полковник, женен на 9 февруари 1723 г. за Йохана Албертина фон дер Гроебен (* 2 септември 1707, Берлин; † 16 януари 1755, Берлин)
- София Шарлота фон Вартенслебен (* 2 септември 1702; † 2 юли 1771, Арнхем), омъжена ноември 1721 г. за Йохан Фредерик ван Вестерхолт (* 13 юни 1697; † 6 септември 1751, Хакфорт)
- Леополд Александер| фон Вартенслебен (* 1 октомври 1710, Берлин; † 21 септември 1775, Берлин), пруски генерал-лейтенант, женен на 24 март 1737 г. в Берлин за Анна Фридерика фон Камеке (* 4 март 1715, Берлин; † 22 ноември 1788, Берлин)